# Nash Laila
Nash Laila (Recife, 10 de abril de 1987) é uma atriz e cantora brasileira. De formação teatral, ela é mais conhecida por seus trabalhos no cinema, ganhando notoriedade ao protagonizar o filme Deserto Feliz (2007), pelo qual foi elogiada pela crítica por sua performance. Ela é vencedora de diversos prêmios, incluindo o Candango de Melhor Atriz Coadjuvante pelo Festival de Brasília, além de ter recebido indicação para um Prêmio Guarani.

## Carreira
Nash Laila passou por um curso de formação de três anos na Hipérion Escola de Artes, sob a orientação do diretor de teatro Jorge Clésio. Durante esse período, ela participou de sua primeira peça, A Lição de Eugene Ionesco, seguida, no ano seguinte, pela montagem e apresentação de Valsa Nº 6 de Nelson Rodrigues, juntamente com a mesma turma. Enquanto estava envolvida nos ensaios para Valsa Nº 6 em 2005, Nash fez o teste para o filme Deserto Feliz de Paulo Caldas, marcando assim o início de sua carreira no cinema ao interpretar o papel de "Jéssica". A partir desse ponto, participou de diversos projetos audiovisuais, incluindo Santo Por Acaso ao lado de Leo Falcão (2007), além de uma participação em O País do Desejo, também dirigido por Paulo Caldas (2010). Enquanto cursava a graduação em Licenciatura em Teatro na UFPE, ela se envolveu em trabalhos independentes no cinema e no teatro, desempenhando papéis tanto como atriz (em curtas-metragens digitais) quanto como produtora ou assistente de direção.
Em 2010, deixou o Brasil para fazer um intercâmbio de aula de teatro, circo e cinema em Clermont-Ferrand, na França. No país europeu, ela atuou como "Samila Leão" no curta-metragem Ni une, Ni deux, de Akela Sari e Philippe Courtain. Em 2015, divide tela com Maeve Jinkings no filme Amor, Plástico e Barulho, no papel da cantora decadente "Shelly", rival da protagonista "Jaqueline" (papel de Jinkings). O papel lhe rendeu aclamação da crítica e ela foi laureada com o Troféu Candango de Melhor Atriz Coadjuvante durante o Festival de Cinema de Brasília, além de ter conseguido uma indicação como Melhor Atriz Coadjuvante no Prêmio Guarani de Cinema, principal premiação da crítica cinematográfica brasileira. Em 2016, atua no curta O Delírio é a Redenção dos Aflitos, do cineasta pernambucano Fellipe Fernandes, onde interpreta "Raquel", a última moradora de um prédio-caixão, condenado por causa do risco de desabamento.
Em 2016, estreia na televisão integrando o elenco da série Me Chama de Bruna, do Fox Premium, baseada na história real da ex-garota de programa Bruna Surfistinha, onde interpreta a garota de programa "Jéssica". Em 2017, realiza uma participação especial na série Carcereiros, da TV Globo, como Pâmela no episódio "Talarico por Acaso". Em 2021, está no elenco da série Hit Parede no Canal Brasil. No mesmo ano, protagonizou ao lado de Uiliana Lima a série Chão de Estrelas, também do Canal Brasil. Sob a direção de Hilton Lacerda, a trama gira em torno de um grupo teatral anárquico que ocupa um casarão no Centro histórico do Recife. As personagens Thelma (interpretada por Nash) e Sônia (interpretada por Uiliana) são atrizes que precisaram romper com suas famílias para se juntarem à trupe de artistas. Em 2022, volta aos cinemas em uma participação especial no longa Paloma, drama que conta a história de uma transexual que tem o sonho de se casar na igreja.

## Filmografia

### Cinema
| Ano  | Título                                                                      | Personagem  | Notas                      |
| ---- | --------------------------------------------------------------------------- | ----------- | -------------------------- |
| 2007 | Deserto Feliz                                                               | Jéssica     |                            |
| 2011 | Ni une, Ni deux                                                             | Samila Leão | Curta-metragem             |
| 2013 | Tatuagem                                                                    |             |                            |
| 2015 | Amor, Plástico e Barulho                                                    | Shelly      |                            |
| 2016 | O Delírio É a Redenção dos Aflitos                                          | Raquel      | Curta-metragem             |
| 2016 | Os Cuidados que se tem com o Cuidado que os Outros Devem ter Consigo Mesmos | Laila       | Curta-metragem             |
| 2017 | Corpo Elétrico                                                              | Andressa    |                            |
| 2019 | Anna                                                                        |             |                            |
| 2022 | Paloma                                                                      | Liduína     |                            |
| 2022 | Três Tigres Tristes                                                         |             | Como preparadora de elenco |
| 2023 | Rio Doce                                                                    |             |                            |
| 2023 | Lilith                                                                      | Eva         |                            |

### Televisão
| Ano     | Título             | Personagem                | Notas                          |
| ------- | ------------------ | ------------------------- | ------------------------------ |
| 2016–19 | Me Chama de Bruna  | Jéssica                   |                                |
| 2017    | Carcereiros        | Luciana dos Reis (Pâmela) | Episódio: "Talarico por Acaso" |
| 2021    | Hit Parede         | Ludmilla/ Natasha         |                                |
| 2021    | Chão de Estrelas   | Thelma                    |                                |
| 2023    | Notícias Populares | Bebê Diabo                |                                |

## Teatro
- 2004 - A Lição
- 2005 - Valsa N° 6

## Prêmios e indicações
| Ano  | Associações                         | Categoria                | Nomeações                | Resultado |
| ---- | ----------------------------------- | ------------------------ | ------------------------ | --------- |
| 2008 | Paris Brazilian Film Festival       | Melhor Atriz             | Deserto Feliz            | Venceu    |
| 2013 | Festival de Cinema de Brasília      | Melhor Atriz Coadjuvante | Amor, Plástico e Barulho | Venceu    |
| 2014 | Festival de Cinema de Triunfo       | Melhor Atriz             | Amor, Plástico e Barulho | Venceu    |
| 2016 | Prêmio Guarani de Cinema Brasileiro | Melhor Atriz Coadjuvante | Amor, Plástico e Barulho | Indicada  |